# Churchill Brothers SC
Churchill Brothers SC ist ein Fußballverein aus Salcete, Indien. 
Nach der Abstiegssaison 2017/18 spielt der Verein zur neuen Spielzeit in der zweitklassigen I-League 2nd Division. Seine Heimspiele trägt der Verein im Tilak Maidan Stadium aus.

## Geschichte
Gegründet wurde der Verein 1988. Nach der Einführung einer einheitlichen nationalen Liga im Jahre 1996 gehörte er ununterbrochen der 1. Liga an, bis er zum Ende der Saison 2004/05 überraschenderweise in die 2. Liga abstieg. Dem direkten Wiederaufstieg folgte dann ein vierter Platz in der Saison 2005/06 und ein Jahr später der Vizemeistertitel. Dies war insgesamt bereits das vierte Mal in elf Jahren, dass der Verein lediglich Zweiter wurde. 2008/09 konnte der Verein das Blatt wenden und wurde mit drei Punkten Vorsprung Meister vor Mohun Bagan. Außerdem gewann der Churchill Brothers SC 2009 den Durand Cup und den IFA Shield. 2010/11 wurde der Klub Vierter in der Liga, gewann jedoch den IFA Shield. 2012/13 gelang der Gewinn der zweiten Meisterschaft in der Vereinsgeschichte. In der darauffolgenden Spielzeit wurde der Verein mit nur einem Punkt Vorsprung auf den Mohammedan Sporting Club Vorletzter und entging damit nur knapp dem Abstieg. Dieser folgte dann in der Saison 2017/18 und der Verein musste den Gang in die Zweite Division antreten.

## Vereinserfolge

### National
- I-League

Meister 2008/09, 2012/13
Vizemeister 1996/97, 1999/00, 2001/02, 2007/08, 2009/10
- Durand Cup: 2007, 2009, 2011
- IFA Shield: 2009, 2011
- Federation Cup: 2014

## Erläuterungen / Einzelnachweise
1. ↑  rsssf.org: Übersicht der Meister Indiens